# Route nationale 33 (Madagaskar)
Die Route nationale 33 (RN 33) ist eine 122 km lange Nationalstraße in den Regionen Alaotra-Mangoro und Betsiboka im Norden von Madagaskar. Sie zweigt bei Amparafaravola von der RN 3a ab und führt in nordwestlicher Richtung über Telomita nach Andriamena.